# Jansen (cràter)
|  | No s'ha de confondre amb Janssen (cràter). |

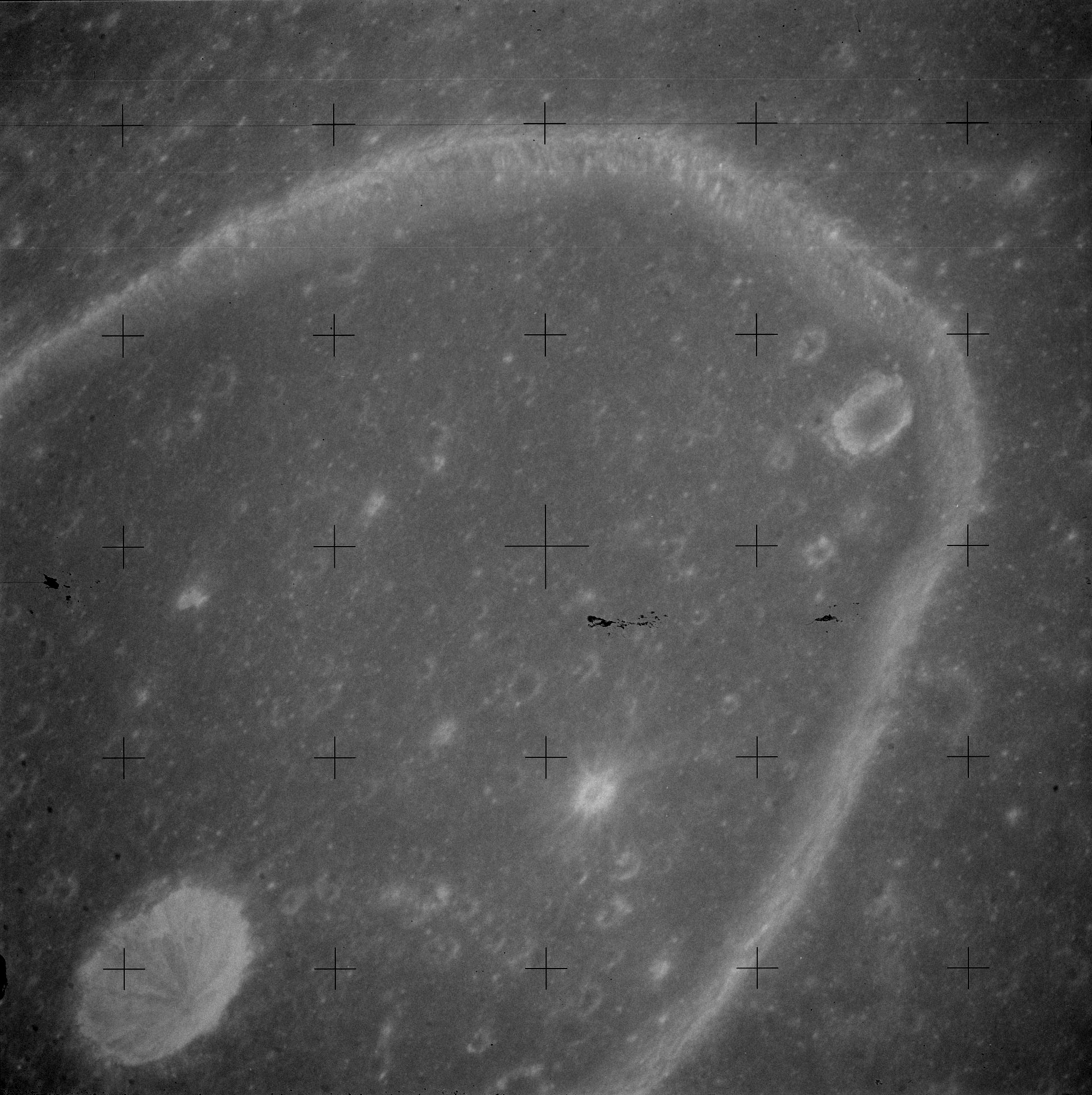
Fotografia de la missió Apollo 15

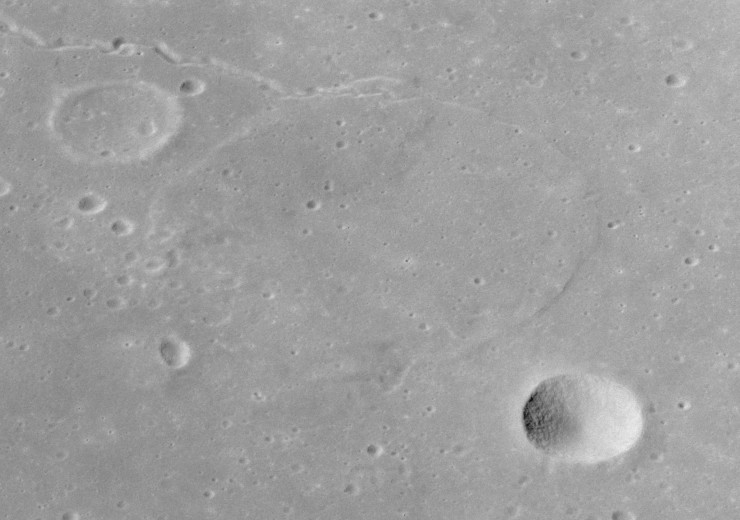
Vista obliqua del cràter palimpsest Jansen R ("plana" al centre) i de Jansen D (baix dreta)

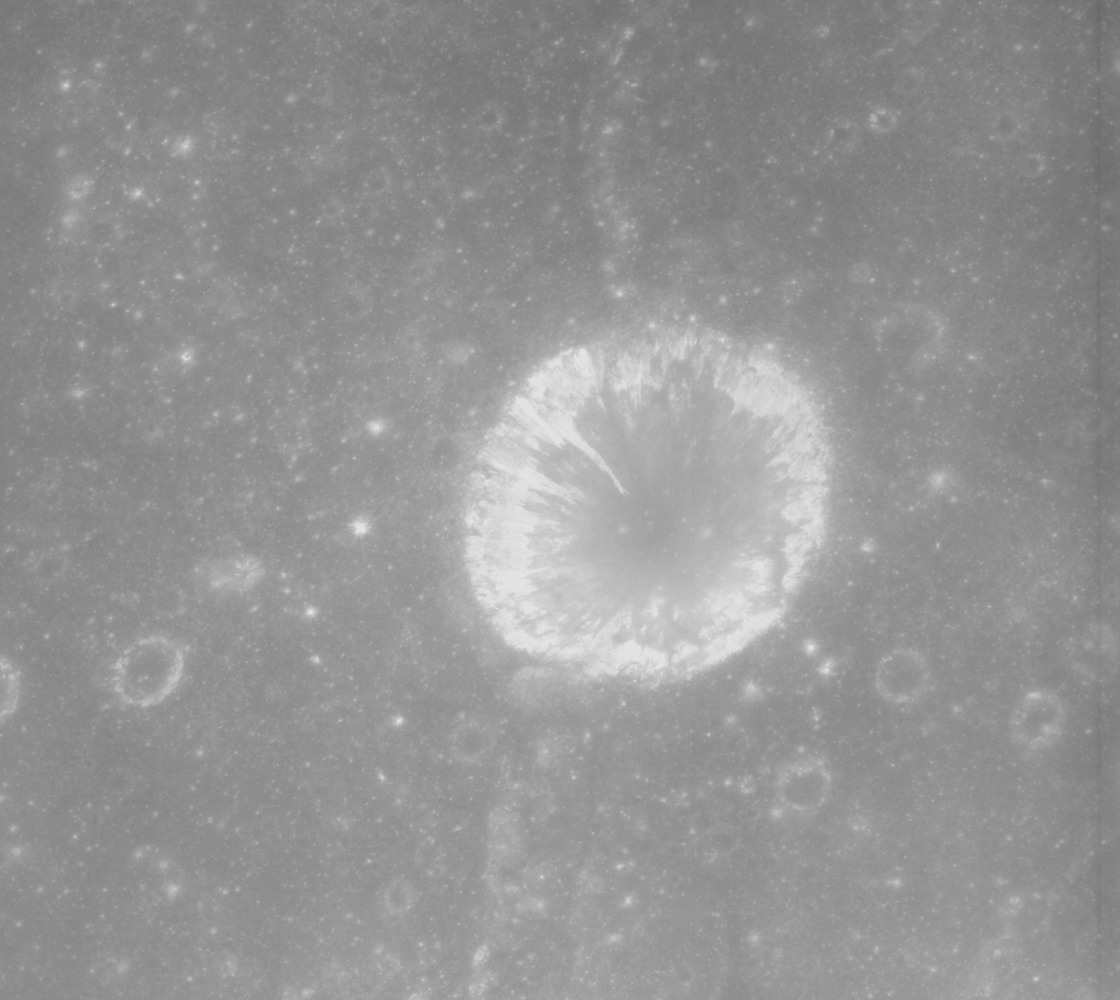
Jansen

Jansen és un cràter d'impacte lunar situat a la part nord de la Mare Tranquillitatis. S'hi localitza a l'est-sud-est del cràter Plinius. La vora de Jansen és baixa i estreta, amb una osca en la vora occidental. L'interior és relativament anivellat, la qual cosa pot indicar que ha estat cobert per la lava. Al sud-sud-oest un petit però prominent cràter s'hi troba en el sòl del cràter, a mig camí entre el centre i la vora.

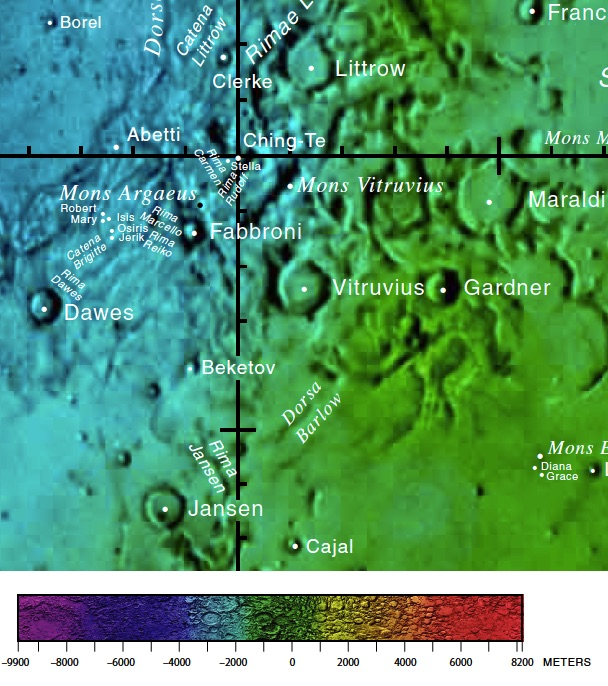
Localització de Jansen (part inferior esquerra de la imatge)

Al nord-oest de la vora apareix una esquerda denominada Rima Jansen, i a l'est es localitza una sèrie de crestes sobre la superfície de la mar lunar. Una cresta baixa discorre des de prop de la vora sud-est del cràter en direcció sud-est.

## Cràters satèl·lit
Per convenció aquests elements són identificats en els mapes lunars posant la lletra en el costat del punt central del cràter que està més proper a Jansen.
|        | \| Jansen \| Coordenades \| Diàmetre \| \| ------ \| ------------------------------------ \| -------- \| \| D \| 15° 42′ N, 28° 24′ E / 15.7°N,28.4°E \| 7 km \| \| E \| 14° 30′ N, 27° 48′ E / 14.5°N,27.8°E \| 7 km \| \| G \| 9° 18′ N, 26° 00′ E / 9.3°N,26.0°E \| 6 km \| \| H \| 11° 24′ N, 28° 24′ E / 11.4°N,28.4°E \| 7 km \| \| K \| 11° 30′ N, 29° 42′ E / 11.5°N,29.7°E \| 6 km \| \| L \| 14° 42′ N, 30° 06′ E / 14.7°N,30.1°E \| 7 km \| \| R \| 15° 12′ N, 28° 48′ E / 15.2°N,28.8°E \| 25 km \| \| T \| 11° 24′ N, 33° 30′ E / 11.4°N,33.5°E \| 5 km \| \| U \| 11° 54′ N, 32° 18′ E / 11.9°N,32.3°E \| 4 km \| \| W \| 10° 12′ N, 29° 30′ E / 10.2°N,29.5°E \| 3 km \| \| Y \| 13° 24′ N, 28° 36′ E / 13.4°N,28.6°E \| 4 km \| |          |
| Jansen | Coordenades | Diàmetre |
| D      | 15° 42′ N, 28° 24′ E / 15.7°N,28.4°E | 7 km     |
| E      | 14° 30′ N, 27° 48′ E / 14.5°N,27.8°E | 7 km     |
| G      | 9° 18′ N, 26° 00′ E / 9.3°N,26.0°E | 6 km     |
| H      | 11° 24′ N, 28° 24′ E / 11.4°N,28.4°E | 7 km     |
| K      | 11° 30′ N, 29° 42′ E / 11.5°N,29.7°E | 6 km     |
| L      | 14° 42′ N, 30° 06′ E / 14.7°N,30.1°E | 7 km     |
| R      | 15° 12′ N, 28° 48′ E / 15.2°N,28.8°E | 25 km    |
| T      | 11° 24′ N, 33° 30′ E / 11.4°N,33.5°E | 5 km     |
| U      | 11° 54′ N, 32° 18′ E / 11.9°N,32.3°E | 4 km     |
| W      | 10° 12′ N, 29° 30′ E / 10.2°N,29.5°E | 3 km     |
| Y      | 13° 24′ N, 28° 36′ E / 13.4°N,28.6°E | 4 km     |

Els següents cràters han estat rebatejat per la UAI.
- Jansen B-vegeu Carrel.
- Jansen C-vegeu Beketov.
- Jansen F-vegeu Cajal.

### Altres referències
- (WGPSN), IAU Working Group for Planetary System Nomenclature. «Gazetteer of Planetary Nomenclature. 1:1 Million-Scale Maps of the Moon» (en anglès).  UAI / USGS, 13-02-2013. [Consulta: 6 abril 2016].
- Andersson, L. E.; Whitaker, E. A.,. NASA Catalogue of Lunar Nomenclature (en anglès).  NASA RP-1097, 1982.
- Blue, Jennifer. «Gazetteer of Planetary Nomenclature» (en anglès).  USGS, 25-07-2007. [Consulta: 2 gener 2012].
- Bussey, B.; Spudis, P.. The Clementine Atlas of the Moon (en anglès).  Nueva York: Cambridge University Press, 2004. ISBN 0-521-81528-2.
- Cocks, Elijah E.; Cocks, Josiah C.. Who's Who on the Moon: A Biographical Dictionary of Lunar Nomenclature (en anglès).  Tudor Publishers, 1995. ISBN 0-936389-27-3.
- McDowell, Jonathan. «Lunar Nomenclature» (en anglès).   Jonathan's Space Report, 15-07-2007. [Consulta: 2 gener 2012].
- Menzel, D. H.; Minnaert, M.; Levin, B.; Dollfus, A.; Bell, B. «Report on Lunar Nomenclature by The Working Group of Commission 17 of the IAU» (en anglès). Space Science Reviews, 12, 1971, pàg. 136.
- Moore, Patrick. On the Moon (en anglès).  Sterling Publishing Co, 2001. ISBN 0-304-35469-4.
- Price, Fred W. The Moon Observer's Handbook (en anglès).  Cambridge University Press, 1988. ISBN 0521335000.
- Rükl, Antonín. Atlas of the Moon (en anglès).  Kalmbach Books, 1990. ISBN 0-913135-17-8.
- Webb, Rev. T. W.. Celestial Objects for Common Telescopes, 6ª edición revisada (en anglès).  Dover, 1962. ISBN 0-486-20917-2.
- Whitaker, Ewen A. Mapping and Naming the Moon (en anglès).  Cambridge University Press, 2003. 978-0-521-54414-6.
- Wlasuk, Peter T. Observing the Moon (en anglès).  Springer, 2000. ISBN 1-85233-193-3.